# Пшедмесьце-Дальше
Пшедмесьце-Дальше (пол. Przedmieście Dalsze) — село в Польщі, у гміні Солець-над-Віслою Ліпського повіту Мазовецького воєводства.
Населення — 496 осіб (2011).
У 1975-1998 роках село належало до Радомського воєводства.

## Демографія
Демографічна структура станом на 31 березня 2011 року:
|          | Загалом | Допрацездатний вік | Працездатний вік | Постпрацездатний вік |
| -------- | ------- | ------------------ | ---------------- | -------------------- |
| Чоловіки | 241     | 39                 | 164              | 38                   |
| Жінки    | 255     | 55                 | 130              | 70                   |
| Разом    | 496     | 94                 | 294              | 108                  |